# История на Централноафриканската република
Между 1000 г. пр.н.е. и 1000 г. източноадамалско говорещи хора, населяващи земите на изток от Камерун до Судан, се настанили в по-голямата част на днешната Централноафриканска република. По време на същия период, много по-малко банту-говорещи имигранти се установили в ЦАР, а някои централно-суданско-говорещи народи се настанили в северните части на ЦАР.
Повечето жители на страната говорят европейски езици или езици, които принадлежат на нигерско-конгската етническа група. Малцинствата там говорят централносудански езици от нило-сахарската етническа група. По-неотдавнашните преселници са предимно мюсюлмански търговци, които говорят арабски.